# Bölscheøya
Bölscheøya est une  île du Svalbard située au sud d'Edgeøya. Elle fait partie de l'archipel des Tusenøyane. 

## Géographie
L'île est plate et basse, ce qui explique qu'on y trouve des vestiges de la période où la chasse aux baleines était pratiquée de manière intensive par les Russes de 1700 à 1850.
A 10 km à l'ouest débute l'archipel Kong Ludvigøyane, au nord à 13 km se trouve Edgeøya et à 11 km au sud débute l'archipel Meinickeøyane.

## Origine du nom de l'île
Il y a doute quant à l'attribution de l'origine du nom de l'île, bien que l'île ait été nommée par August Petermannen 1868. Effectivement, on trouve deux origines possibles :
- Carl Bölsche, un géologue allemand [2], qui n'est autre que le père du second.
- Wilhelm Bölsche (de) (1843-1893), un zoologue allemand[3].